# Marumba saishiuana
Espèce
Marumba saishiuana est une espèce de lépidoptères appartenant à la famille des Sphingidae, à la sous-famille des Smerinthinae, à la tribu des Smerinthini et du genre Marumba.

## Distribution
L'espèce est connue dans le Sud-est asiatique et tout particulièrement dans le sud-est de la Chine , au sud de la Corée du Sud , au Japon (île de Tsushima), au nord de la Thaïlande , au nord du Vietnam et à Taïwan .

## Description
L' envergure varie de 75 à 85 mm.

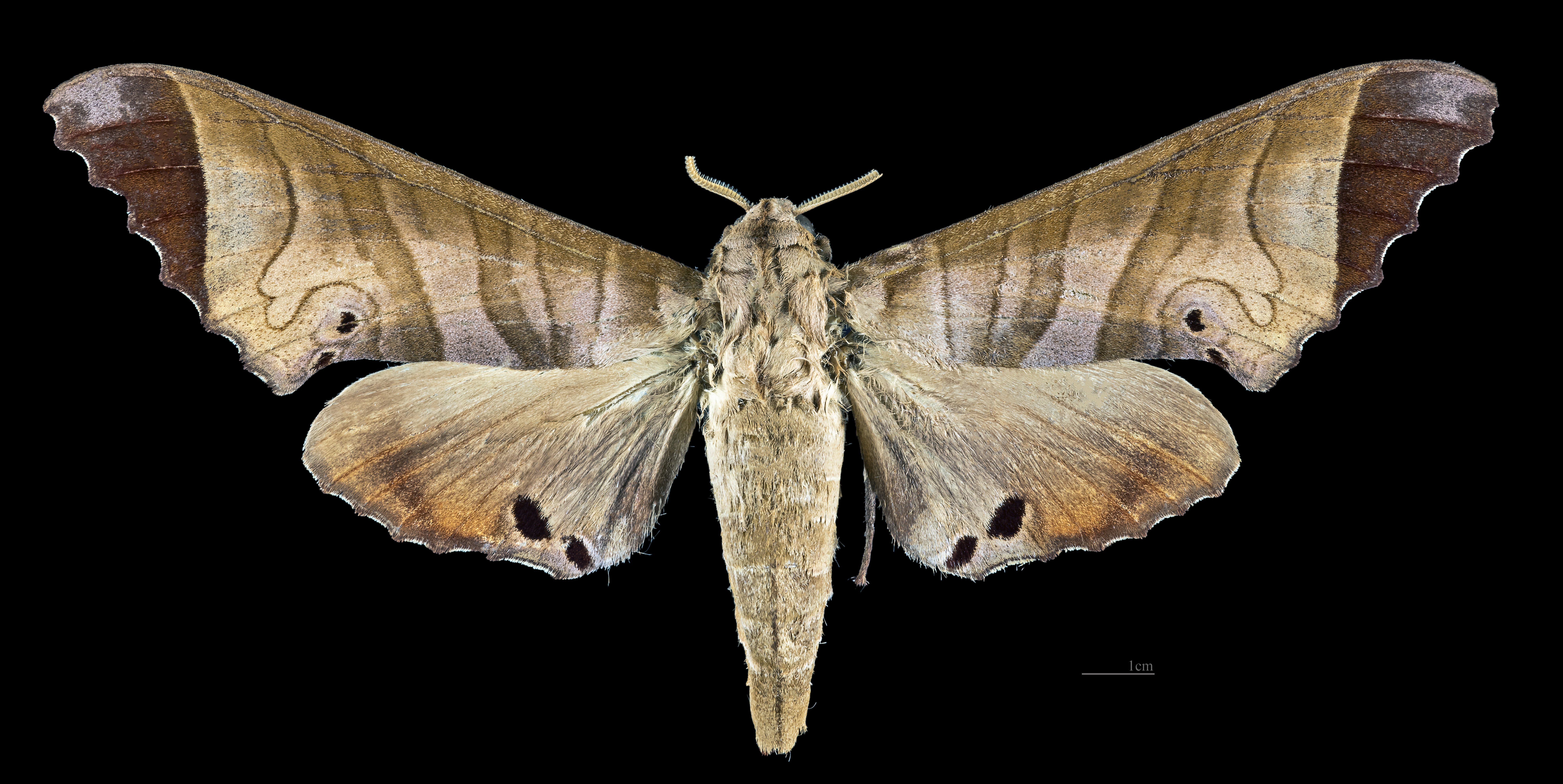
Avers de la femelle (coll.MHNT)
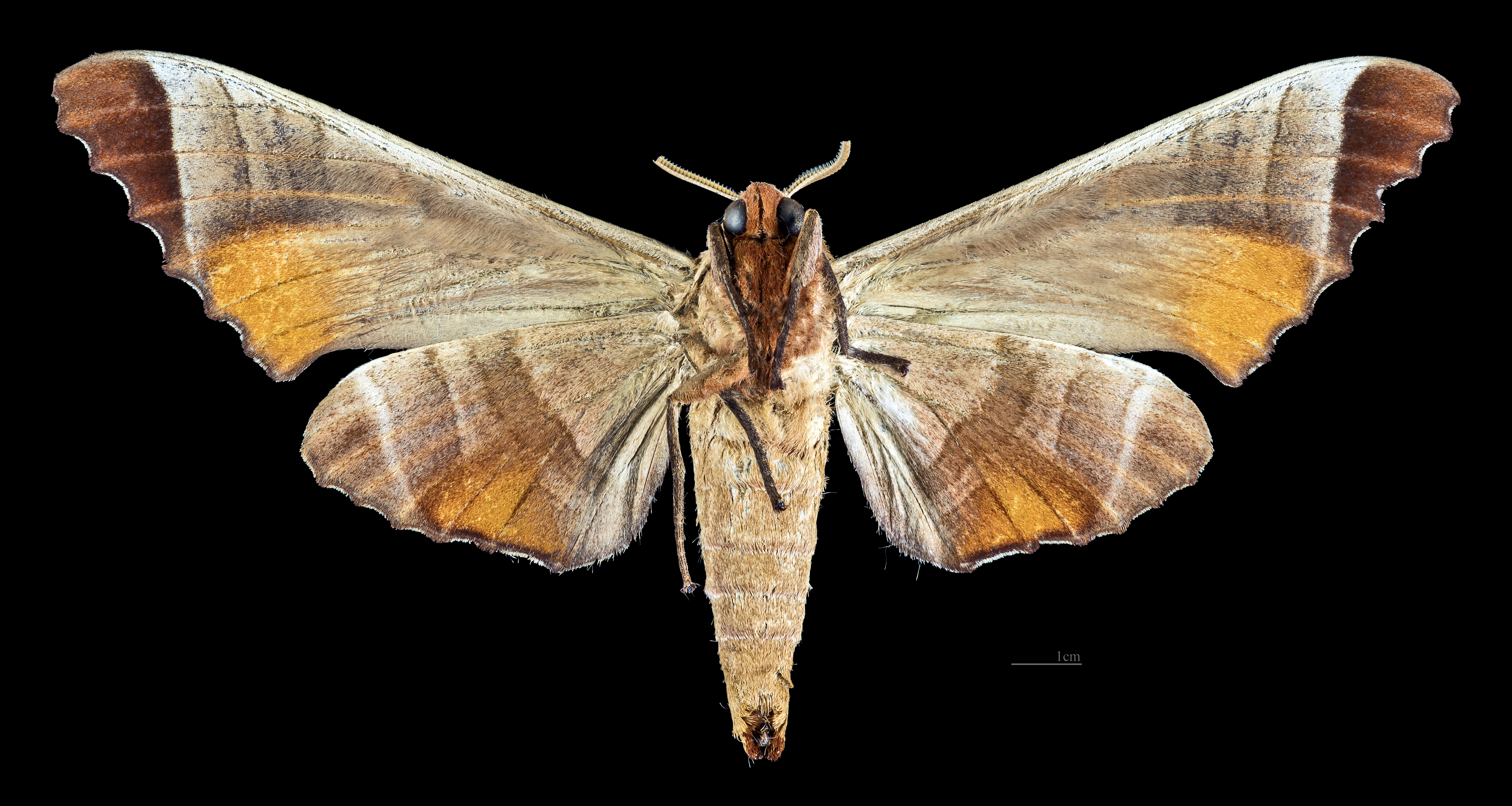
revers de la femelle (coll.MHNT)

## Biologie
Les adultes volent de mai à juillet en Corée.

## Systématique
L'espèce Marumba saishiuana a été décrite par l'entomologiste japonais Hanjiro Okamoto en 1924 . La localité type est la Corée du sud.

### Synonymie
- Marumba fujinensis Zhu & Wang, 1997
- Marumba spectabilior Mell, 1935

### Liste des sous-espèces
- Marumba saishiuana saishiuana (sud-est de la Chine, sud de la Corée du Sud, Japon (île de Tsushima), nord de la Thaïlande et nord du Vietnam)
- Marumba saishiuana formosana Matsumura, 1927 (Taiwan)[2]